# Primera División Amateur de Uruguay
La Primera División Amateur de Uruguay (prima divisione amatoriale dell'Uruguay; in passato Segunda B Nacional e nota comunemente come La C) è dal 2017 la terza divisione del Campionato uruguaiano di calcio.
Nata nel 2017 con il nome di Segunda B Nacional in seguito alla soppressione della precedente Segunda División Amateur de Uruguay, a differenza della precedente dà la possibilità di parteciparvi anche ai club non di Montevideo come ad esempio il Rocha retrocesso dalla Segunda División Profesional l'anno precedente.
La prima edizione fu vinta dall'Albion, che sconfisse il Colón nella finalísima.

## Formato
La lega è composta da un numero variabile di squadre e si divide in due tornei: l'Apertura, dove tutte le squadre si affrontano in un girone di sola andata e la Clausura, dove le squadre classificatesi nella prima metà della classifica di Apertura si affrontano in un mini-torneo.
I vincitori del torneo di Apertura e di Clausura si sfidano in semifinale, al termine della quale si decreterà lo sfidante contro la squadra che ha ottenuto più punti sommando quelli ottenuti nei due tornei. Il vincitore viene promosso in Segunda División Profesional de Uruguay.

## Albo d'oro
| Stagione                 | Campione    | Finalista          | Terzo classificato | Campioni intermedi                           | Campione annuale |
| ------------------------ | ----------- | ------------------ | ------------------ | -------------------------------------------- | ---------------- |
| Segunda B Nacional       |             |                    |                    |                                              |                  |
| 2017                     | Albion      | Colón              | Basáñez            | Apertura: Albion Clausura: Colón             | Colón            |
| 2018                     | Bella Vista | Colón              | Rocha              | Apertura: Bella Vista Clausura: Colón        | Bella Vista      |
| Primera División Amateur |             |                    |                    |                                              |                  |
| 2019                     | Rocha       | Uruguay Montevideo | Potencia           | Apertura: Uruguay Montevideo Clausura: Rocha | Rocha            |